# Satyricon

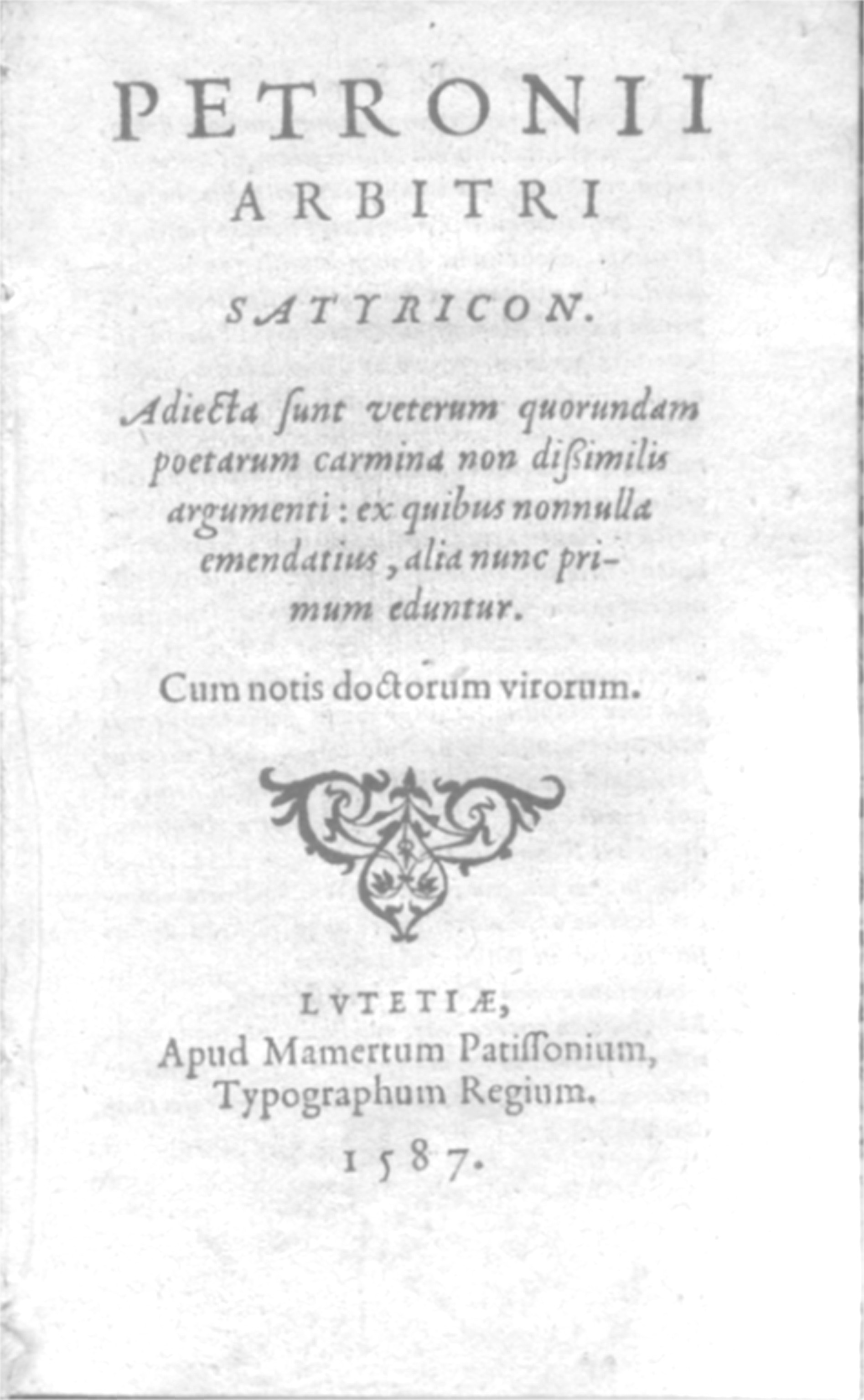
Satyricon-roman

Satyricon este o satiră scrisă în limba latină și atribuită lui Titus Petronius Niger, consilier al împăratului Nero pe probleme de lux și extravaganță, petreceri și distracții.

## Opera
Opera scriitorului este redusă, fiind apreciat și cunoscut în epocă prin acest roman, Petronius având meritul de a fi introdus la Roma specia romanului urmată de Apuleius, autorului romanului "Măgarul de Aur". Romanul "Satyricon" este prima opera de ficțiune autentică, fiind apărut într-o perioadă caracterizată printr-o profundă criză a valorilor morale, sociale și religioase. Lucrarea a fost scrisă probabil în jurul anului 61 d. Hr. Petronius satirizează totul, folosindu-se doar de gustul său propriu, Satyricon nefiind însă o poveste moralizatoare, așa cum s-ar putea crede. Acțiunea atinge totul, mai ales viața din micile orașe și oamenii obișnuiți. Personajele, greci în cea mai mare parte, se bazează pe persoane reale, din câte se pare.
Satyricon este neconvențională și unică în literatură, abordând o varietate de stiluri. Cuprinde discuții comice filozofice, în proză alternând cu versuri, proverbe și povestioare, într-un limbaj variat, de la vulgar la elegant. Cel mai valoros capitol, Cena Trimalchionis, prezintă în mod umoristic modul vulgar de a se prezenta în public un om recent îmbogățit, adică Trimalchio.

## Originile romanului
La baza romanului stă o sinteză de elemente ce aparțin literaturii populare, comediei latine și grecești, romanului grec și satirei. În romanul lui Petronius se regăsește atât influența romanului grec reliefată prin prezența elementelor erotice și aventuroase, influența "satirei menipee", un amestec de proză și versuri, amalgam de stiluri cât și influența povestirilor milesiene, care reprezintă scurte relatări având dimensiunile unei nuvele, aduse de ofițerii romani din orientul elenistic și în care erau surprinse aventurile matroanei din Efes. Astfel, prin îmbinarea acestor resurse, Petronius realizează o opera în care scopul este de a surprinde tiparul antiretoric și antimoralizator a epocii neroniene.

## Tema
Tema o reprezintă degradarea societății romane, a relațiilor familiale aflate sub influența nefastă a banului. Titlul romanului lui Petronius este o forma de genitiv grecesc ce înseamnă "cărți de amestecuri" sau "cărți de satire" fiind sugestiv atât pentru structura romanului, cât și pentru valorificarea surselor de inspirație.

## Structura
Compozițional romanul are trei părți, fiecare fiind centrată pe un personaj, deși acestea se regăsesc în toate trei părțile. Cele 141 capitole au fost păstrate fragmentar, autorul surprinzând în mod gradual evoluția, peripețiile și strategiile de supraviețuire a unor tineri parveniți, exponenți ai unor societăți surprinsă în degradare. Fiecare parte are un titlu sugestiv: prima parte este intitulată "Aventurile lui Encolpius", a doua parte se intitulează "Banchetul lui Trimalchionis" iar a treia parte are ca titlu "Aventurile lui Eumolpus".  